# 獨角獸之死
《獨角獸之死》（英語：Death of a Unicorn）是一部2025年美國喜劇恐怖電影，由艾力克斯·夏夫曼（Alex Scharfman）編導，保羅·路德與珍娜·奧特嘉在片中飾演一對父女，他們意外撞死了一隻獨角獸，結果獨角獸的父母卻找上門來。威爾·普爾特、蒂雅·李歐妮和理查·E·格蘭特則擔任配角。
《獨角獸之死》2025年3月8日在西南偏南影展全球首映，由A24排定2025年3月28日在美國上映；口碑褒貶不一。

## 剧情
艾略特·金特纳和他十几岁的女儿莉德莉，正要去老板奥德尔·利奥波德的庄园度周末。奥德尔家还有他的妻子贝琳达和儿子谢泼德。在开车去的路上，艾略特不小心开车撞倒了一只独角兽宝宝。当莉德莉触摸到它的角时，她体验到了奇怪的宇宙幻象，但艾略特随即用轮胎撬棍猛击了那只独角兽，粗暴地打断了莉德莉的体验。
金特纳父女俩抵达了利奥波德家的庄园，车里还藏着那只独角兽。到达后不久，莉德莉发现独角兽的血清除了她脸上的痘痘，而艾略特的视力也变好了，过敏症状也消失了。利奥波德一家最终发现了车里还活着的独角兽，他们的助手肖（Shaw）立刻开枪射杀了它。当得知独角兽拥有神奇的治疗能力后，奥德尔提议用它来进行实验。
为利奥波德家工作的一组科学家，在宋博士（Dr. Song）的带领下，成功地刮下一些独角兽的角制成了一种药剂，治好了奥德尔的癌症。结果，奥德尔下令将独角兽带到他们的实验室进行进一步测试，想要利用它的能力。莉德莉读过关于《独角兽挂毯》的故事，她劝告利奥波德一家不应该招惹独角兽，但他们根本不听。就在他们用轮床把独角兽推走时，一行人遭到了一只体型更大、更具攻击性的独角兽的伏击。这只大独角兽杀死了宋博士，但在遇到莉德莉时却突然变得温顺了。在它逃入树林后，奥德尔组织了一个狩猎队去追杀它，并坚持要艾略特也加入。
与此同时，谢泼德偷走了一小瓶磨碎的独角兽角粉，并命令另一位科学家巴蒂亚博士（Dr. Bhatia）锯掉独角兽宝宝的整只角。莉德莉意识到独角兽宝宝还活着，试图发短信让艾略特赶紧回来。就在这时，艾略特和狩猎队找到了那只成年的独角兽，结果却遭到了第二只独角兽的伏击，它们杀死了好几个人，包括奥德尔和肖。幸存者们这才明白，这两只独角兽是那只独角兽宝宝的父母。他们决定把孩子还给它们，希望它们能放过自己。然而，这个计划适得其反，因为独角兽父母发现宝宝的角不见了，于是杀死了巴蒂亚博士。
其中一只独角兽跟着剩下的幸存者进入了庄园，并将贝琳达开膛破肚杀死了。艾略特（他偷了那只被锯下来的角）主动提出由他把另一只独角兽引到外面去，分散它的注意力，好让莉德莉能逃走。第二天早上，莉德莉却被谢泼德用箭指着。原来谢泼德吸食了他偷来的角粉后也产生了幻象，知道了独角兽对心灵纯洁的少女很温顺。这时，两只成年独角兽赶到了，它们立刻温顺地躺在地上让莉德莉安抚。谢泼德趁机捆住了独角兽的腿，并向艾略特求助。然而，艾略特却用角刺向了谢泼德，结果自己也被谢泼德用箭刺中。
谢泼德随即被一只独角兽致命地踢死。艾略特在因伤势过重而死前，与莉德莉和解了。之后，独角兽用它们的魔法复活了艾略特和它们的宝宝，然后平静地离开了。然而，金特纳父女随即被逮捕了。原来利奥波德家的管家格里夫（Griff）早先逃出去求救，现在带着警察回来了。警察看到庄园里遍地的尸体以及金特纳父女满是血污的衣服，便认定他们犯下了这起大规模谋杀案。当金特纳父女被警车押往监狱，警察完全不相信他们关于独角兽暴走的说法时，他们看到那三只独角兽（父母和孩子）正跟在后面。独角兽们看到金特纳父女的困境，再次出手相助：它们跑到警车旁边，不断猛撞警车，直到把它撞得偏离公路，而金特纳父女则在车里做好了迎接撞击的准备。

## 演員
- 保羅·路德飾演艾略特·金特納（Elliot Kintner）：蕾德莉之父。
- 珍娜·奧特嘉飾演蕾德莉·金特納（Ridley Kintner）：艾略特之女。
- 理查·E·格蘭特飾演奧德爾·利奧波德（Odell Leopold）：艾略特的老闆。
- 威爾·普爾特飾演雪帕德·利奧波德（Shepard Leopold）：奧德爾之子。
- 蒂雅·李歐妮飾演貝琳達·利奧波德（Belinda Leopold）：奧德爾之妻。
- 安東尼·卡瑞根（英语：Anthony Carrigan (actor)）飾演葛里夫：利奧波德家的管家。
- 潔西卡·海尼斯（英语：Jessica Hynes）飾演蕭：利奧波德家族的私人助理。
- 蘇尼塔·瑪尼（英语：Sunita Mani）飾演巴蒂亞博士：科學家。
- 史帝夫·朴（英语：Stephen Park (actor)）飾演宋博士：科學家。
- 凱薩琳·艾貝（英语：Kathryn Erbe）聲演《獨角獸掛毯（英语：The Unicorn Tapestries）》的旁白

## 製作
《獨角獸之死》宣布於2023年5月，由艾力克斯·夏夫曼（Alex Scharfman）執導，保羅·路德與珍娜·奧特嘉擔任主演，A24發行。據2023年11月的宣布，理查·E·格蘭特、蒂雅·李歐妮、威爾·普爾特、安東尼·卡瑞根、蘇尼塔·瑪尼、潔西卡·海尼斯和史帝夫·朴加入演出陣容。
本片2023年7月在匈牙利展開主要拍攝。因A24並非电影和电视制片人联盟的成員，本片的製作在2023年SAG-AFTRA大罷工期間獲得了繼續製作的豁免權。

## 音樂
2023年11月，官方宣布本片的配樂將由約翰·卡本特、寇帝·卡本特及丹尼爾·戴維森譜寫。但到了2025年2月，據媒體透露，丹·羅梅爾和吉奧蘇·格雷科（Giosuè Greco）已接管了作曲一職。
官方預告片於2024年12月18日發表，其中配上了美國搖滾樂團海灘男孩演唱的〈美妙振动〉。

## 發行
《獨角獸之死》2025年3月8日在西南偏南影展全球首映，2025年3月28日在美國上映。

## 反響
本片在爛番茄網站上根據201篇影評，新鮮度達54%，平均得分5.3／10。共識評論：「《獨角獸之死》諷刺的層面廣到有點誇張，但保羅·路德與珍娜·奧特嘉的父女情結增添了些光彩，不失為有趣而血腥的怪物電影。」Metacritic網站透過加權平均值，根據40位評論家而得的評分為51分（滿分100分），象徵本片的口碑「褒貶不一或普通」。

## 外部連結
- 互联网电影数据库（IMDb）上《獨角獸之死》的资料（英文）